# متحف بيت بولبول (شوشا)
متحف بيت بولبول في شوشا (بالأذرية: )Bülbülün ev-muzeyi (Şuşa) - هو متحف في مدينة شوشا الذي كان فرع لمتحف بيت بولبول في باكو حتى 1992.

## تاريخ المتحف
يتألف المنزل من غرفتين وشرفة. ولد بولبول في هذا البيت ومضى طفولته فيه. كان يتعرض في المتحف صور طفولته وآلاته الموسيقية دف و مخطوطاته ومقالاته وتقاريره والبعض من أغراضه الشخصية.
علق على جدار المنزل ملصقات حفل يعود للفترة بين 1925-1926. في الغرفة الثانية كان يتعرض صور بولبول مع عائلته وأصدقائه وزملائه.
من بين اللوحات التذكارية على واجهة المتحف كان يتعرض صور من مرحلة طفولة بولبول مصنوعة من البرونز من قبل النحات خنلار أحمادوف.

## احتلال أرمينيا
اثناء الاحتلال الأرميني تم تدمير وسرق أكثر من 10 آلاف صورة موجودة بالمتحف بسبب احتلال القوات المسلحة الأرمنية لمدينة شوشا.
في الوقت الحاضر يستعرض الأرمن بعض هذه الصور التي سرقت اثناء الاحتلال كجزء من الثقافية الأرمنية إلى المجتمع العالمي.